# ضيق نصاري (السدة)

تعديل مصدري - تعديل

ضيق نصاري محلة تابعة لقرية بيت نصاري، التابعة لعزلة العرافة بمديرية السدة إحدى مديريات محافظة إب في الجمهورية اليمنية.، بلغ تعداد سكانها 76 حسب تعداد اليمن لعام 2004.